# Chrysopilus nigricauda
Chrysopilus nigricauda är en tvåvingeart som beskrevs av Theodor Beling 1873. Chrysopilus nigricauda ingår i släktet Chrysopilus och familjen snäppflugor. Inga underarter finns listade i Catalogue of Life.